# Pipilo chlorurus
Pipilo chlorurus е вид птица от семейство Овесаркови (Emberizidae).

## Разпространение
Видът е разпространен в Канада, Куба, Мексико и САЩ.